# Stevan Faddy
Stevan Faddy, Стеван Фади (ur. 2 września 1986 w Kotorze) – czarnogórski piosenkarz.
Po zwycięstwie w finale telewizyjnego konkursu muzycznego Intro Karaoke w 2003 wystąpił z piosenką „Posljednja obala” na festiwalu Sunčane Skale w Hercegu Novim, na którym zajął drugie miejsce. W tym samym roku otrzymał nagrodę muzyczną Montefon za debiut roku. W 2005 z utworem „Utjeha” zajął czwarte miejsce w finale programu Montevizija 2006. W następnym roku z piosenką „Cipele” zajął trzecie miejsce w kolejnej edycji konkursu. W 2007 z utworem „Ajde kroči” zwyciężył w finale programu MontenegroSong 2007 i, reprezentując Czarnogórę, zajął 23. miejsce w półfinale 52. Konkursu Piosenki Eurowizji w Helsinkach.